# Tropea (Griechenland)
Tropea (griechisch Τρόπαια (n. pl.)) ist ein Dorf in Arkadien auf dem Peloponnes in Griechenland mit 525 Einwohnern. Von 1997 bis 2010 bildete es mit einigen umliegenden Ortschaften die Gemeinde Tropea, die zum 1. Januar 2011 in der neu geschaffenen Gemeinde Gortynia aufging, wo sie seither einen Gemeindebezirk bildet.
Durch die Gemeinde fließt der Alfios.